# 1732
1732 (MDCCXXXII) byl rok, který dle gregoriánského kalendáře započal úterým.

## Události
- realizováno poštovní spojení z Prahy do Brna a z Prahy do Teplic přes Žatec

## Vědy a umění

### Česko
- Položen první kámen pro stavbu druhého divadla v Česku v brněnské Redutě.

## Narození
Česko

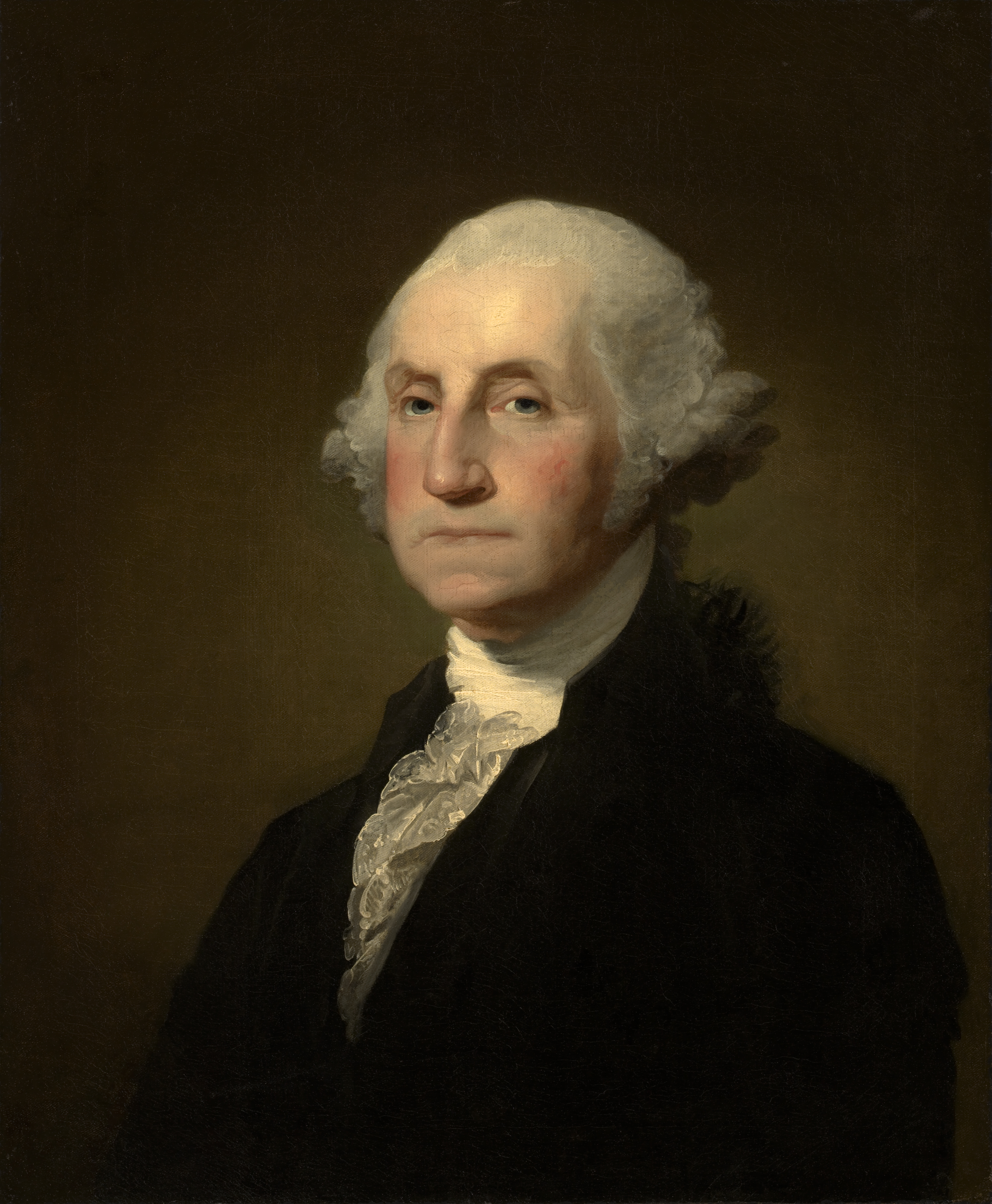
George Washington (1732–1799)

- 2. ledna – František Xaver Brixi, hudební skladatel († 14. listopadu 1771)
- 8. ledna – Wenzel Hocke, severočeský katolický kněz († 1. března 1808)

Svět
- 4. ledna – Michael Johann von Wallis, rakouský polní maršál († 18. prosince 1798)
- 17. ledna – Stanislav August Poniatowski, polský král († 12. února 1798)
- 21. ledna – Fridrich II. Evžen Württemberský, vévoda württemberský († 23. prosince 1797)
- 23. ledna – Pierre-Augustin Caron de Beaumarchais, francouzský dramatik († 1799)
- leden – Abbás III., perský šáh († únor 1740)
- 22. února – George Washington, 1. prezident Spojených států amerických, († 14. prosince 1799)
- 12. března – Joseph Gärtner, německý lékař a botanik († 14. července 1791)
- 24. března – Gian Francesco de Majo, italský skladatel († 17. listopadu 1770)
- 31. března – Joseph Haydn, rakouský skladatel, „otec symfonie“ († 31. května 1809)
- 5. dubna – Jean-Honoré Fragonard, francouzský malíř a grafik († 22. srpna 1806)
- 6. dubna – José Mutis, španělský botanik a matematik († 11. září 1808)
- 13. dubna – Frederick North, britský státník († 5. srpna 1792)
- 21. června – Johann Christoph Friedrich Bach, německý skladatel a kapelník († 28. ledna 1795)
- 11. července – Jérôme Lalande, francouzský matematik a astronom († 4. dubna 1807)
- 8. srpna – Johann Christoph Adelung, německý jazykovědec a lexikograf († 10. září 1806)
- 9. září – Michal Institoris Mošovský ml., slovenský evangelický farář († 7. října 1803)
- 30. září – Jacques Necker, francouzský státník a bankéř († 9. dubna 1804)
- 10. října – Auguste Denis Fougeroux de Bondaroy, francouzský botanik († 28. prosince 1789)
- 9. listopadu – Julie de Lespinasse, francouzská spisovatelka († 23. května 1776)
- 19. listopadu – Giuseppe Geremia, italský hudební skladatel († leden 1814)
- 13. prosince – Jean-Claude Trial, francouzský houslista a hudební skladatel († 23. června 1771)
- 15. prosince – Carl Gotthard Langhans, německý stavitel († 1. září 1808)
- 23. prosince – Richard Arkwright, anglický vynálezce († 3. srpna 1792)
- ? – Antoine René Boucher, francouzský politik († 1811)
- ? – Jean-Baptiste-Jacques Élie de Beaumont, francouzský advokát a spisovatel († 10. ledna 1786)
- ? – Samuel Ward, ochutnávač jídla prince Karla Eduarda Stuarta († 1820)

## Úmrtí
Česko
- 22. února – Gottfried Hoffer z Lobenštejnu, generální vikář litoměřické diecéze (* 1665)
- 23. února – Jan Ignác Angermayr, český skladatel a houslista (* 30. dubna 1701)
- 17. září – Josef Antonín Plánický, český zpěvák a hudební skladatel (* 27. listopadu 1691)

Svět
- 1. ledna – Nicolò Grimaldi, italský zpěvák-kastrát (mezzosoprán) (* 5. dubna 1673)
- 17. února – Louis Marchand, francouzský skladatel, cembalista a varhaník (* 2. února 1669)
- 28. února – André-Charles Boulle, francouzský ebenista, malíř a sochař (* 11. listopadu 1642)
- 16. července – Pier Francesco Tosi, italský zpěvák-kastrát, hudební skladatel (* 13. srpna 1654)
- 22. července – Pavel Heermann, německý sochař (* 1673)
- 24. září – Reigen, japonský císař (* 9. července 1654)
- 31. října – Viktor Amadeus II., vévoda savojský, král Sicilie a Sardinie (* 1666)
- listopad – Pieter van Gunst, nizozemský tiskař, rytec a mědirytec (* 1659)
- 4. prosince – John Gay, anglický básník a dramatik (* 1685)
- 17. prosince – Josef Johann Adam z Lichtenštejna, lichtenštejnské kníže (* 25. května 1690)
- 30. prosince – Cornelio Bentivoglio, italský kardinál (* 27. března 1688)
- ? – Francesco Barbella, italský houslista a hudební skladatel (* 1692)
- ? – Čhangčhub Dordže, tibetský karmapa (* 1703)
- ? – Michelangelo Gasparini, italský hudební skladatel, zpěvák a pedagog (* 1670)
- ? – Emine Mihrişah Sultan, manželka osmanského sultána Ahmeda III. a matka sultána Mustafy III. (* ?)

## Hlavy států
- Francie – Ludvík XV. (1715–1774)
- Habsburská monarchie – Karel VI. (1711–1740)
- Osmanská říše – Mahmud I. (1730–1754)
- Polsko – August II. (1709–1733)
- Portugalsko – Jan V. (1706–1750)
- Prusko – Fridrich Vilém I. (1713–1740)
- Rusko – Anna Ivanovna (1730–1740)
- Španělsko – Filip V. (1724–1746)
- Švédsko – Frederik I. (1720–1751)
- Velká Británie – Jiří II. (1727–1760)
- Papež – Klement XII. (1730–1740)
- Japonsko – Nakamikado (1709–1735)
- Perská říše – Tahmásp II., poté Abbás III.